# Phare de São João
Le phare de São João (en portugais : Farol de São João) est un phare situé sur l'île Maiaú (ou São João) au large de la ville de Turiaçu, entre Belém et São Luís (État de Maranhão - Brésil).
Ce phare est la propriété de la Marine brésilienne  et il est géré par le Centro de Sinalização Náutica e Reparos Almirante Moraes Rego (CAMR) au sein de la Direction de l'Hydrographie et de la Navigation (DHN).

## Description
Un premier phare, construit en 1884, se composait d'une tour hexagonale peinte enrouge, avec une hauteur de plan focal de 24 mètres l'origine.
Le phare actuel est une tour cylindrique en béton de 30 m de haut, avec  lanterne au sommet, montée sur une base rectangulaire d'un étage. Elle est peinte en blanc avec six bandes horizontales noires.
Le phare, construit en 1940, est érigé sur l'île Maiaú, à environ 25 km de la côte de Turiaçu  et à environ 210 km au nord-ouest de la ville de São Luís. Il émet, à 38 m au-dessus du niveau de la mer, un éclat blanc toutes les 10 secondes. Sa portée maximale est d'environ 36 kilomètres. Il est équipé d'un radar Racon qui émet la lettre O en code Morse.
Identifiant : ARLHS : BRA250 ; BR0496 - Amirauté : G0072 - NGA : 17672 .

## Caractéristique dufeu maritime
- Fréquence sur 10 secondes :
  - Lumière : 2 secondes
  - Obscurité : 8 secondes

### Lien connexe
- Liste des phares du Brésil